# Erioptera (Mesocyphona) scabrifolia
Erioptera (Mesocyphona) scabrifolia is een tweevleugelige uit de familie steltmuggen (Limoniidae). De soort komt voor in het Neotropisch gebied.